# Peugeot Partner
O Partner é um modelo multiuso da Peugeot, vendido em alguns mercados apenas na versão furgão. Uma característica exclusiva desse pequeno veículo é ter largura e abertura de portas traseiras que possibilitam a entrada de "pallets" de carga diretamente de empilhadeiras, facilitando a logística de transporte. No Brasil, a versão para passageiros do Peugeot Partner começou a ser comercializada de 2010 a 2018. Tanto o modelo furgão quanto o de passageiros são equipados com o motor 1.6 Flex 16V. Atualmente, o Partner é vendido na mesma carroceria da Fiat Fiorino, apenas com diferenças de logomarca nas laterais, frente, atrás e volante. 

## Galeria

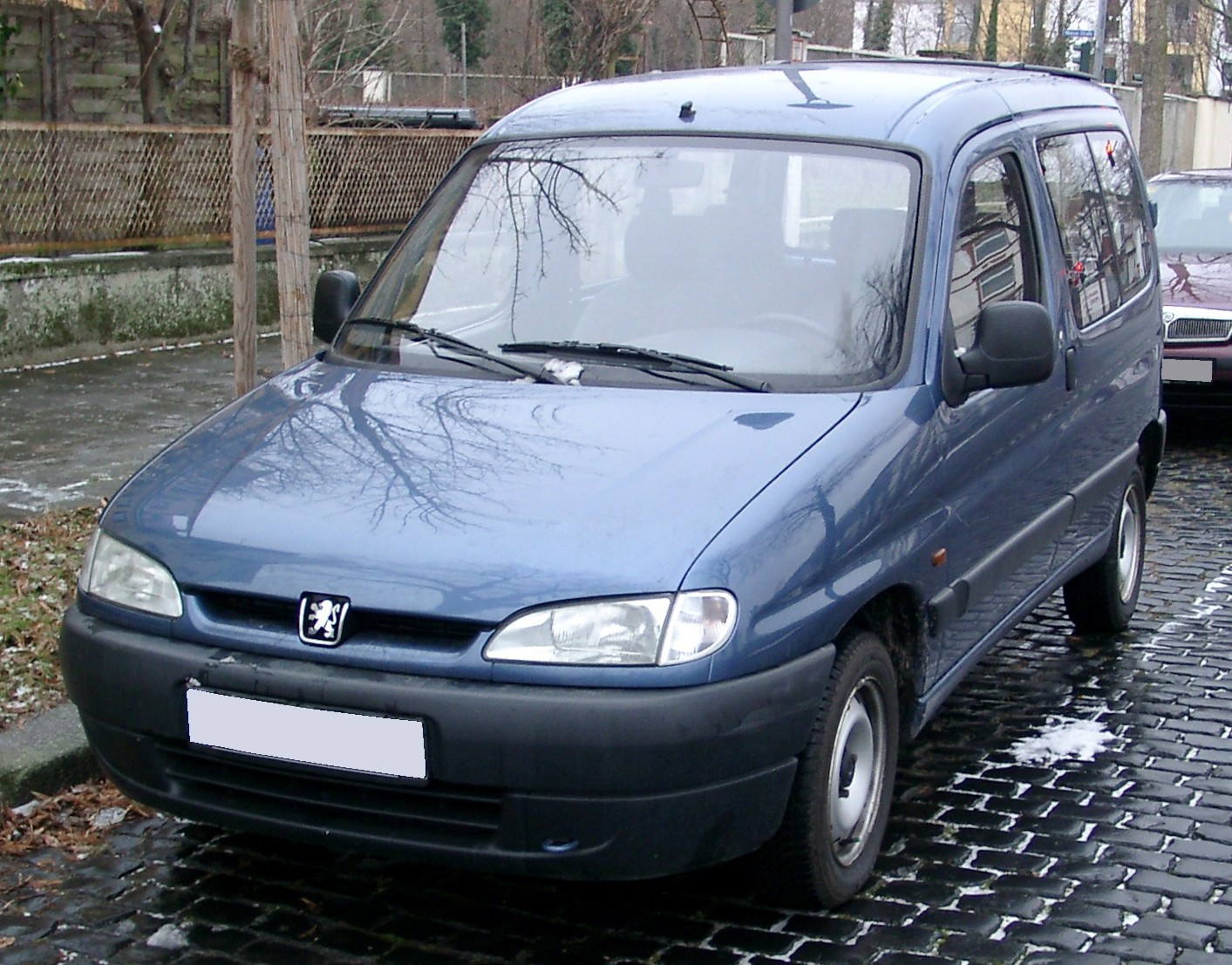
1ª geração minivan
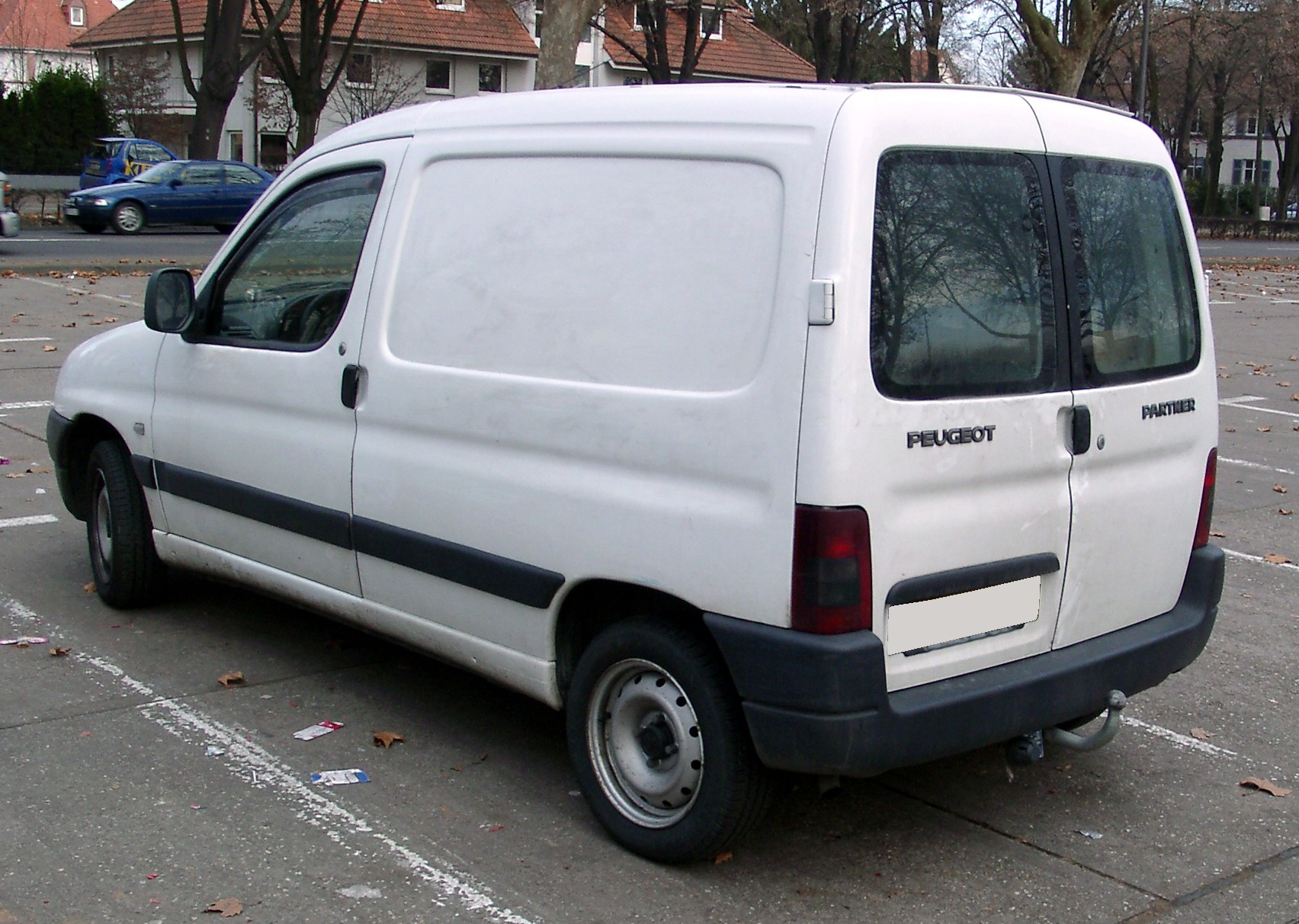
1ª geração
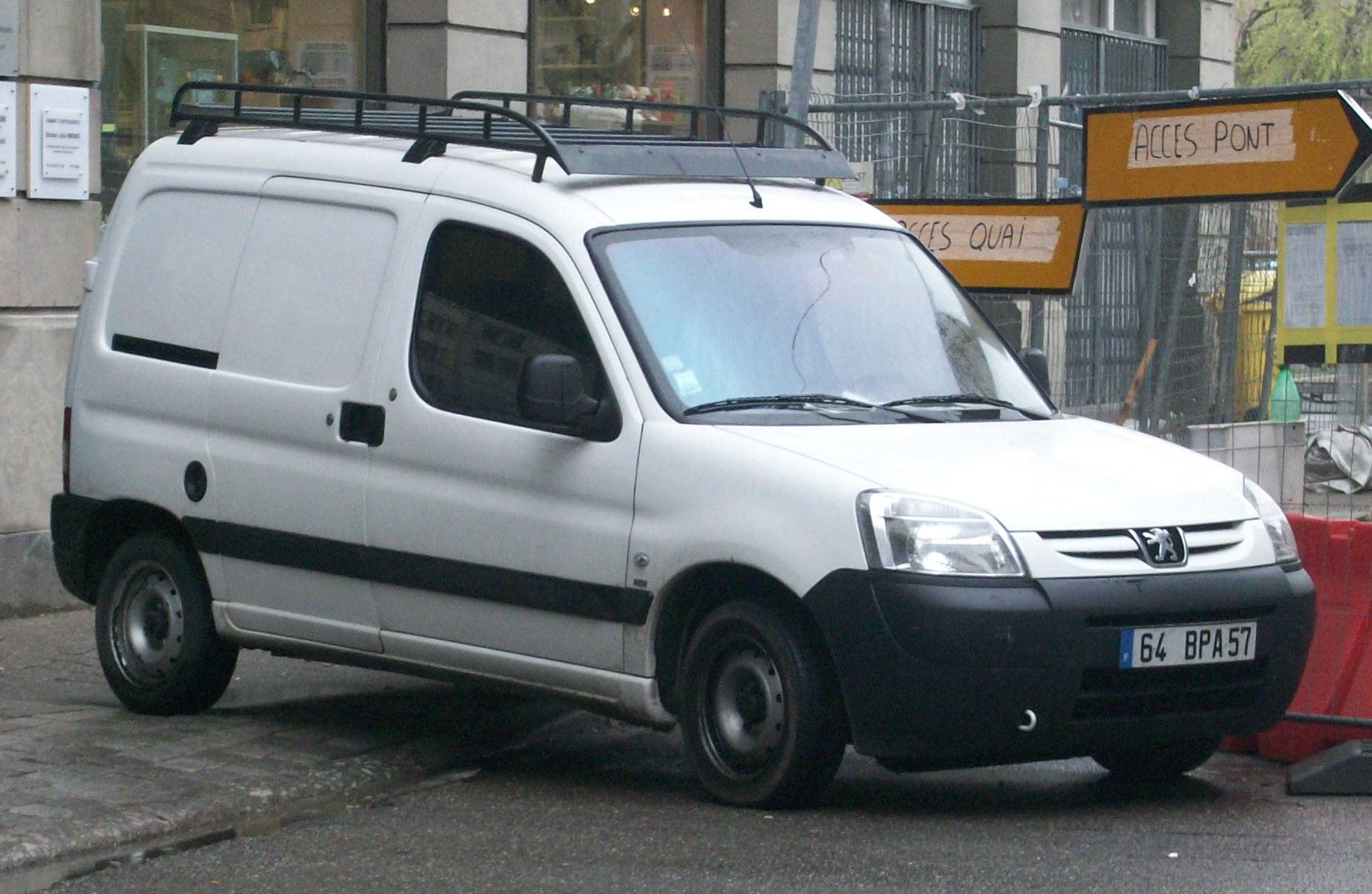
2ª geração van/Furgão
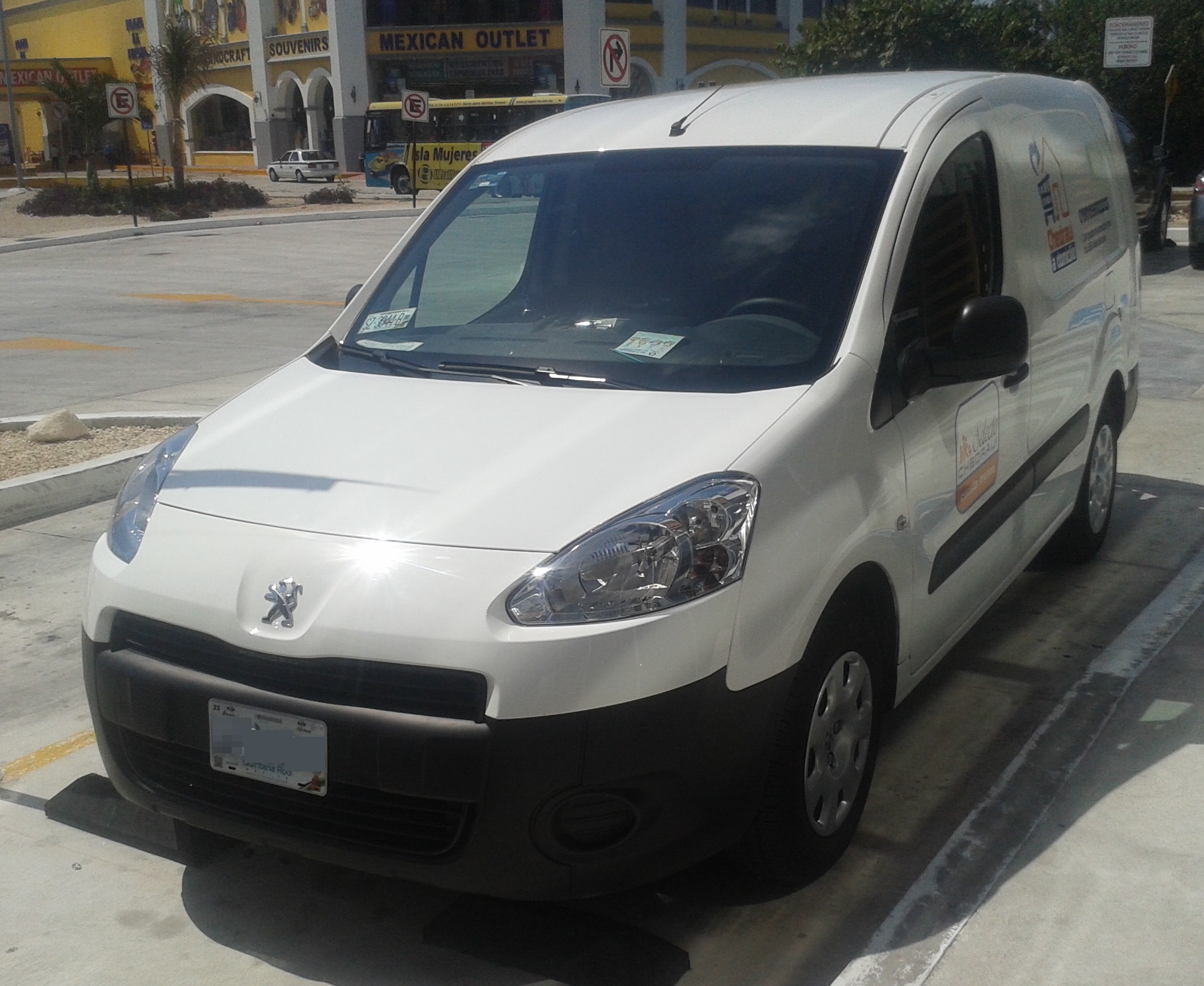
Partner europeu